# Station Zamość Wąskotorowy
Station Zamość Wąskotorowy is een spoorwegstation in de Poolse plaats Zamość.